# Goldhunga
Goldhunga es un pueblo ubicado en el distrito de Katmandú, provincia de Bagmati, Nepal.

## Superficie
Cuenta con una superficie de 5,1 kilómetros cuadrados.

## Demografía
Datos hasta 2015
- Población: 17 885 habitantes.[1]
- Densidad de población: 3,478 habitantes por kilómetro cuadrado.[1]
- Población masculina: 9188 (51,4%).[1]
- Población femenina: 8697 (48,6%).[1]